# Olympische Sommerspiele 1972/Teilnehmer (Malawi)
| Gelbes Symbol für Goldmedaillen mit stilisierten Olympischen Ringen | Graues Symbol für Silbermedaillen mit stilisierten Olympischen Ringen | Braundes Symbol für Bronzemedaillen mit stilisierten Olympischen Ringen |
| ------------------------------------------------------------------- | --------------------------------------------------------------------- | ----------------------------------------------------------------------- |
| —                                                                   | —                                                                     | —                                                                       |

Malawi nahm an den Olympischen Sommerspielen 1972 in München mit einer Delegation von sechzehn Athleten (dreizehn Männer und drei Frauen) an siebzehn Wettkämpfen in drei Sportarten teil. Es war die erste Teilnahme des Landes, Medaillen konnten keine gewonnen werden. Fahnenträger bei der Eröffnungsfeier war der Leichtathlet Martin Matupi.

## Teilnehmer nach Sportarten

### Boxen
- Tatu Chionga (Leichtgewicht)
- Shekie Kongo (Halbfliegengewicht)
- Jungle Thangata (Federgewicht)

### Leichtathletik
| Männer - Matthews Kambale (Marathonlauf) - Eston Kaonga (200-m-Lauf) - Moustafa Matola (100-m-Lauf) - Martin Matupi (Dreisprung) - Daniel Mkandawire (Hochsprung) - William Msiska (400-m-Lauf) - Wilfred Mwalawanda (Zehnkampf) - Harry Nkopeka (800-m-Lauf, 1500-m-Lauf) | Frauen - Emesia Chizunga (400-m-Lauf) - Missie Misomali (100-m-Lauf) - Mabel Saeluzika (200-m-Lauf) |

### Radsport
- Raphael Kazembe (Straßeneinzelrennen)
- Grimon Langson (Straßeneinzelrennen)